# Glibenclamide
Le glibenclamide, également appelé glyburide, est un médicament antidiabétique utilisé contre le diabète de type 2. Il appartient à la classe des sulfonylurées, étroitement apparentée aux sulfamidés.

## Mode d'action
Il agit en se liant et en activant le récepteur 1 de la sulfonylurée (en) (SUR1), sous-unité de régulation du canal potassique sensible à l'ATP (en) (K+ATP) dans les cellules β du pancréas. La dépolarisation de la membrane qui en résulte a pour effet d'ouvrir les canaux calciques dépendants du calcium (en), d'où l'afflux de cations de calcium Ca2+ dans les cellules β et libération subséquente d'insuline.
Après un accident ischémique cérébral, la barrière hémato-encéphalique est rompue et le glibenclamide peut atteindre le système nerveux central. On a ainsi montré que le glibenclamide se lie plus efficacement dans l'hémisphère ischémique. De plus, dans des conditions ischémiques, SUR1, la sous-unité régulatrice de la K+ATP et des canaux NCCa-ATP, est exprimée dans les neurones, les astrocytes, les oligodendrocytes, les cellules endothéliales et la microglie réactive.

## Effets secondaires
Ce médicament est à l'origine de nombreuses hypoglycémies iatrogènes (induites par un médicament), avec un risque accru par rapport aux autres sulfonylurées. Il peut être contre-indiqué aux patients affectés de déficit en glucose-6-phosphate déshydrogénase, car il peut provoquer une hémolyse aiguë. Il peut provoquer une cholestase et est susceptible d'aller jusqu'à l'ictère.
Des études épidémiologiques mettent en avant que l'administration du glibenclamide serait associée un risque accrue de mortalité cardiovasculaire par rapport aux traitements de metformine ou le gliclazide (hazard ratio de 1.14-2.91). Cet effet sur la mortalité cardiovasculaire n'a pas été retrouvé pour le gliclazide ou le glimépiride.

## Divers
Le glibenclamide fait partie de la liste des médicaments essentiels de l'Organisation mondiale de la santé (liste mise à jour en avril 2013).